# 4月
4月是公曆年中的第四个月，是小月，共有30天。 
在北半球，4月是春季的第二个月，本月节气有：清明、谷雨 ；在南半球，4月是秋季的第二个月，
英文中的4月（April）來源於單詞aperire，表示「開」，可能意味著植物在春天開始生長。

## 4月的節日／假日／紀念日／習俗

### 日期固定
4月1日
- 在很多國家是愚人節（天主教國家的愚人節在12月28日）。
- 中華民國主計節，不放假。
- 羅馬帝國：維納斯節（Veneralia）。
- 日本開學、開工日。
- 荷蘭南部布列艾兒城慶祝戰勝西班牙軍。
- 聖馬利諾每年今天兩位會攝政領導（Capitani Reggenti）被議會選舉，任半年。

4月2日
- 國際兒童圖書日
- 世界自閉症日World Autism Awareness Day (簡稱WAAD)

4月4日
- 中華民國、香港及西方社會的兒童節
- 萊索托：英雄日

4月5日
- 清明節（大約4月5日，可能在前后两三天的范围内變動）——中國大陸、香港、臺灣唯一根據節氣而定的假日，用于祭祀故人。
  - 清明節前、中、後的三天是寒食節

4月7日
- 反思盧旺達大屠殺國际日，由聯合國大会于2003年12月23日訂立。
- 世界健康日

4月8日
- 在中華民國，4月8日是傘兵節。
- 國際羅姆人日

4月13日
- 潑水節的第一日，是中国云南等地的傣族、德昂族等民族慶祝新年的日子。泰国、老挝、缅甸、柬埔寨等国亦有相同风俗。在泰國被称为宋干節。

4月14日
- 中國新防災減災日
- 海神諸誕，記念諸位海神出生，為海洋帶來平靜，起源於古希臘。

4月15日
- 非洲自由日
- 太陽節，紀念朝鮮民主主義人民共和國建國領袖金日成的生日。

4月16日
- 丹麥國慶日

4月17日
- 世界血友病日
- 敘利亞國慶節
- 伊朗建軍節

4月18日
- 津巴布韋共和國成立紀念日
- 愛爾蘭獨立日

4月20日
- 國際大麻日

4月22日
- 世界地球日

4月23日
- 世界閱讀日
- 世界圖書與版權日
- 聖喬治日

4月24日
- 24小時幽默日
- 實驗室小動物日
- 亚美尼亚种族大屠杀纪念日

4月26日
- 世界知識產權日
- 通常電腦CIH病毒會在這一天大規模發作
- 車諾比核電站事故紀念日

4月28日
- 羅馬帝國 - 向福羅拉（羅馬神話中的花神）獻禮的福羅拉麗亞節第一日
- 巴哈伊信仰 - Jamal (Beauty)的節慶 - 巴哈伊曆法第三個月的第一天

4月29日
- 世界舞蹈日
- 昭和之日，日本國定假期，用于紀念昭和天皇(裕仁天皇)的诞辰。裕仁天皇在位时，这一天一度被稱為天長節，第二次世界大战后被改稱為天皇诞生日，1989年裕仁天皇去世后被改為綠之日(みどりの日)，2007年起又被改為昭和之日。

4月29日－5月5日
- 黄金週 (日本)

4月30日
- 越南官方假期，稱為解放日，是紀念越共在越戰勝利解放南越及西貢的日子。

### 日期不固定
- 4月的第一個週日是世界枕頭日 。[1][2]
- 4月的第三個星期日是世界兒童日。[來源請求]
- 4月最後一個星期三是秘書節。
- 耶穌受難日是訂在春分(約每年3月20~21日)之後首個滿月天之後的星期五，即在3月20日至4月23日之間。
- 復活節是訂在春分(約每年3月20~21日)之後首個滿月天之後的星期日，即在3月22日至4月25日之間。
- 埃及闻风节 ，亚历山大科普特正教会复活节后的星期一。
- 國際黑暗天空週，每年4月包含新月的那一週

## 其它
- 在加拿大、印度、香港、澳門及日本等國家或地區，財政年度（會計年度）從每年4月1日起，至翌年3月31日為止。在日本，學校於4月開始新的學年度；不少企業的新進員工於4月到職開始工作。
- 4月開始於與7月一個星期的同樣一天。
- 在閏年，4月開始於與1月一個星期的同樣一天。
- 4月的星座包含牡羊座（3/21~4/19）和金牛座（4/20~5/20）。
- 4月的誕生石是鑽石，代表純潔。
- 4月的誕生花是雛菊和甜豌豆。[3]

## 參看
- 四季
  - 春季
  - 夏季
  - 秋季
  - 冬季